# Menno Huizinga jr.
Menno Huizinga jr. (Harlingen, 21 februari 1876 - Velp, 1959) was een christenanarchistisch dominee en tolstojaan.
Menno Huizinga jr. trouwde met Arnolda Johanna Geertruid Sannes. Zijn vader Jurriaan Menno Huizinga was arts en gehuwd met Guurtje Koekebakker. Hij is een volle neef van de historicus Johan Huizinga en is de vader van de fotograaf Menno Huizinga.
Na zijn studie theologie in Amsterdam was hij predikant in Nes op Ameland. In 1909 werd hij chef de bureau bij een levensverzekeringsmaatschappij te Utrecht. Omdat hij de belangen van de verzekerden bij levensverzekeringen voorop stelde kreeg hij ontslag. Hij werd vervolgens doopsgezind predikant, achtereenvolgens te Zwartsluis (1910), Schagerbrug en Zijpe in de kop van Noord-Holland (1914). In deze laatste ambtsperiode kwam hij in september 1916 ruim twee weken achter tralies in Alkmaar vanwege zijn ondertekening van het Dienstweigeringsmanifest en een ‘Manifest tegen de Oorlog’. Net in deze tijd ontving hij een koninklijke onderscheiding voor zijn inzet en doortastend optreden tijdens de watersnood in januari 1916. Van 1923 tot zijn wachtgeld in 1937 werd Huizinga verzekeringsagent in Den Haag. Tijdens de Tweede Wereldoorlog verhuisde hij naar verzorgingshuis 'Avondzon' in Velp.

## Rein Leven Beweging
Menno Huizinga jr. was als christensocialist een aanhanger van de ideeën van Lev Tolstoj. Deze stond een christendom voor dat berustte op het beginsel van de liefde, zoals in de Bergrede was verkondigd. Dit moest niet door revolutie maar door het verbeteren van ieder persoonlijk. Door zelfdiscipline en naastenliefde diende ieder ernaar te streven een beter mens te worden. Deze ideeën werden ook uitgedragen door de Nederlandse Rein Leven Beweging. Huizinga was vanaf het eerste nummer in juli 1901 mederedacteur van het orgaan Rein Leven van de beweging. Toen het brein achter de Rein Leven Beweging, Felix Ortt, een ‘vrij huwelijk’ aanging besloot Huizinga om het redacteurschap neer te leggen.
Vanaf de oprichting in 1897 door de christenanarchist Jacob van Rees was Huizinga betrokken bij de Algemeene Nederlandsche Geheel-Onthoudersbond.
Zijn gevoel voor naastenliefde bleek toen hij vanwege de vrouwenhandel kinderen van aan lager wal geraakte vrouwen en alcoholisten bij zich in huis nam.